# Амбе
Амбе (фр. Hambers) насеље је и општина у западној Француској у региону Лоара, у департману Мајен која припада префектури Мајен.
По подацима из 2011. године у општини је живело 620 становника, а густина насељености је износила 23,91 становника/km². Општина се простире на површини од 25,93 km². Налази се на средњој надморској висини од 260 метара (максималној 291 m, а минималној 112 m).

## Демографија
| 1962. | 1968. | 1975. | 1982. | 1990. | 1999. | 2011. |
| ----- | ----- | ----- | ----- | ----- | ----- | ----- |
| 622   | 707   | 562   | 490   | 451   | 548   | 620   |

График промене броја становника у току последњих година